# Tchads geografi
Tchad er en indlandsstat i Centralafrika og er, målt efter areal, det 21. største land i verden. Landet grænser til Libyen mod nord, Sudan mod øst, Centralafrikanske Republik mod syd, Cameroun og Nigeria mod sydvest og Niger mod vest. Landet inddeles i tre større geografiske regioner: en ørkenzone i nord, et tørt sahelbælte i midten og en frugtbar savanne mod syd. Tchads topografi er generelt flad, hvor det højeste punkt er Emi Koussi, et bjerg med en højde på 3455 meter over havet. Tchad-søen er den næststørste sø, og er en af de vigtigste vådmarker i Afrika og dækker et areal på 1.350 km². Floderne Chari og Logone, som begge udspringer i Centralafrikanske Republik, flyder gennem savannen fra sydøst og ind i Tchad-søen og forsyner med det meste overfladevand.
- Wikimedia Commons har flere filer relateret til Tchads geografi

15°N 19°Ø / 15°N 19°Ø